# Curt Victor Clemens Grolig

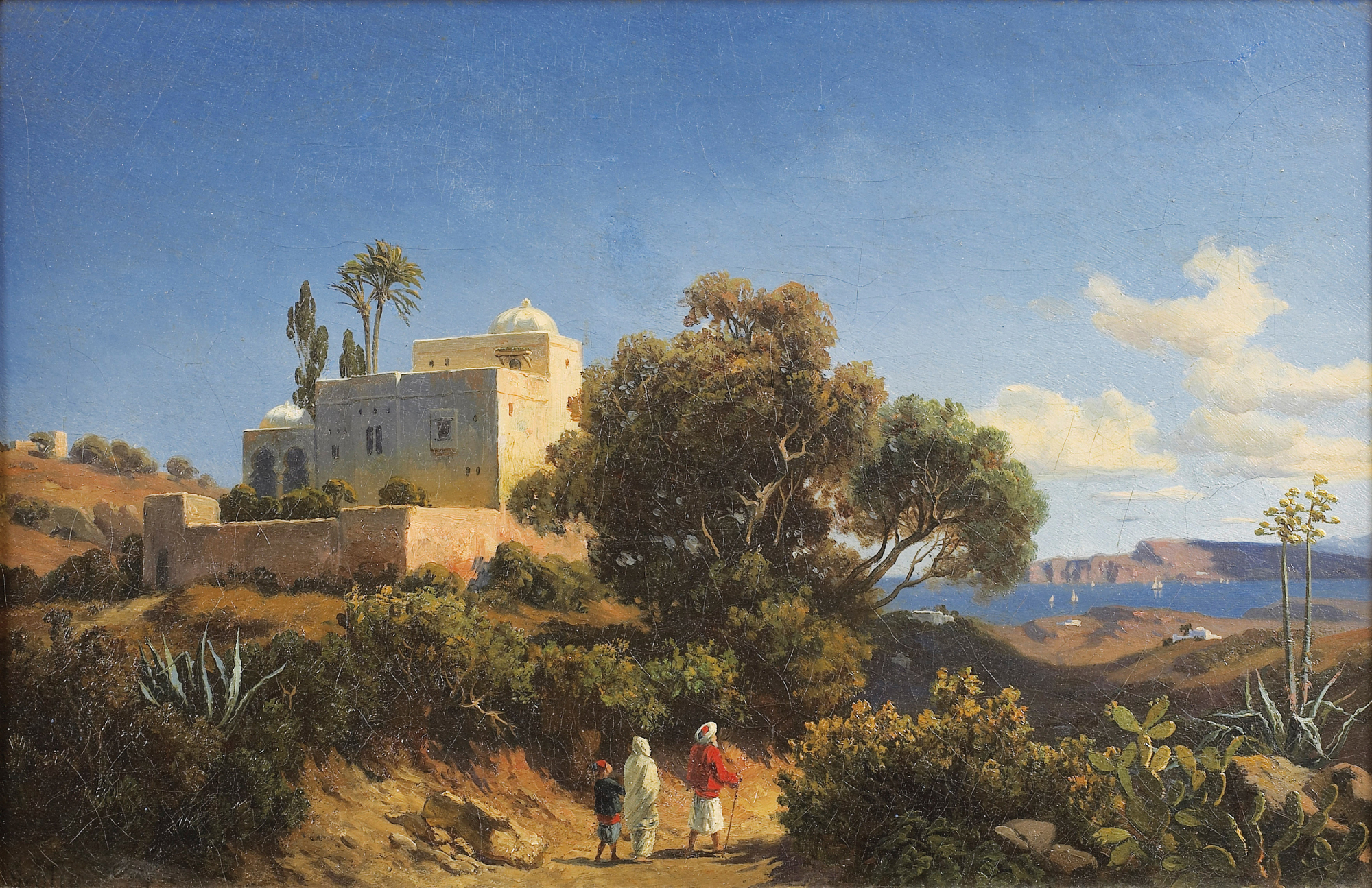
Nordafrikanische Landschaft

Curt Victor Clemens Grolig (* 1805 in Meißen; † 27. November 1862 in Versailles) war ein deutscher Landschafts- und Marinemaler.

## Leben
Grolig lernte zunächst als Autodidakt, bevor er 1822 Blumen- und Früchtestillleben in Dresden ausstellte. Ab 1827 studierte er an der Königlichen Akademie der bildenden Künste in Dresden und war 1828 bis 1833 Schüler des Landschaftsmalers Johan Christian Clausen Dahl. 1834 bis 1836 folgten Reisen nach und Aufenthalte in Norddeutschland, Dänemark und Norwegen, 1836 und 1839 die Teilnahme an der Ausstellung der Königlichen Akademie der Schönen Künste in Kopenhagen. 1838 war Grolig in München und 1839 mit Unterstützung von König Friedrich August II. von Sachsen, sowie 1842 in Algerien. Ab ca. 1844 wurde Grolig in Paris Schüler von Jean Raymond Hippolyte Lazerges und Benjamin Roubaud. Ab 1845 war er in Versailles als Schüler und Mitarbeiter von Horace Vernet ansässig. Grolig verstarb am 27. November 1862 in Versailles.

## Werke
- Vue d’Alger, prise entre le camp de Couba et Hussayn-Dey, Verbleib unbekannt (Salon 1844, Nr. 855), evtl. identisch mit: Ambulance établie au camp des oliviers en Algérie. 8 mars 1842, 1844, Öl/Lw, 86 × 120 cm, Versailles, Musée national des châteaux de Versailles et de Trianon, Inv. Nr. MV 6636
- Vue de Blidah, prise du pied de l’Atlas, à l’Est, Verbleib unbekannt (ebd., Nr. 856)
- Naufrage de la corvette de charge „La Marne“ le 25 janvier 1841, Öl/Lw, 218 × 327 cm, Amiens, Musée de Picardie, Inv. Nr. INV 5052 (Salon 1845, Nr. 766), evtl. identisch mit: Scène de naufrage, côte d’Afrique, aux environs de Philippeville, Verbleib unbekannt (Kat. Lille 1993, S. 86)